# Pristimantis mindo
Espèce
Pristimantis mindo est une espèce d'amphibiens de la famille des Craugastoridae.

## Répartition
Cette espèce est endémique d'Équateur.

## Publication originale
- Arteaga-Navarro, Yánez-Muñoz & Guayasamin, 2013 : A new frog of the Pristimantis lacrimosus group (Anura: Craugastoridae) from the montane forests of northwestern Ecuador. The Amphibians and Reptiles of Mindo; Life in the cloudforest, Universidad Tecnologica Indoamerica, Quito, p. 1-250.